# Куп домаћих нација 1893.
Куп домаћих нација 1893. (службени назив: 1893 Home Nations Championship) је било 11. издање овог најелитнијег репрезентативног рагби такмичења Старог континента.
Куп су освојили рагбисти Велса.

## Такмичење
Велс - Енглеска 12-11
Ирска - Енглеска 0-4
Шкотска - Велс 0-9
Ирска - Шкотска 0-0
Енглеска - Шкотска 0-8
Велс - Ирска 2-0

## Табела
|   | Селекција                     | ИГ | Д | Н | И | ПД | ПП | ПР  | Б |  |
| - | ----------------------------- | -- | - | - | - | -- | -- | --- | - |  |
| 1 | Рагби репрезентација Велса    | 3  | 3 | 0 | 0 | 23 | 11 | +12 | 6 |  |
| 2 | Рагби репрезентација Шкотске  | 3  | 1 | 1 | 1 | 8  | 9  | -1  | 3 |  |
| 3 | Рагби репрезентација Енглеске | 3  | 1 | 0 | 2 | 15 | 20 | -5  | 2 |  |
| 4 | Рагби репрезентација Ирске    | 3  | 0 | 1 | 2 | 0  | 6  | -6  | 1 |  |

| Победник Купа домаћих нација 1893.                     |
| ------------------------------------------------------ |
| Репрезентација Велса 1. титула првака Европе у рагбију |